# Aeropuerto Alberto Lleras Camargo
Aeropuerto Alberto Lleras Camargo (IATA: SOX, OACI: SKSO) es el aeropuerto comercial que sirve a la ciudad de Sogamoso el cual se encuentra ubicado en el municipio de Firavitoba, departamento de Boyacá, en Colombia. Es administrado por la alcaldía de la ciudad de Sogamoso.
El aeropuerto de esta ciudad junto con el de Paipa, son los únicos con capacidad operativa para prestar servicios comerciales a aerolíneas regionales como Clic Air y AeroBoyacá. En el pasado hacia el año de 1991 la entonces empresa Aires, hoy LATAM, volaba desde Bogotá hasta esta ciudad en un F-27 para 38 pasajeros, región la cual es un punto de distribución para centros urbanos como Yopal, principalmente, y Bucaramanga. Los servicios aéreos comerciales de este aeropuerto siempre han sido intermitentes desde su fundación debido a la poca demanda de pasajeros, en ocasiones por el abandono en el que ha quedado, o por el cierre de operaciones de las aerolíneas. Sin embargo, su mayor operador por más de veinte años fue Aerotaca en naves Twin Otter-300 con una configuración para 19 pasajeros, conectando a la ciudad del sol con Yopal y Bucaramanga con una frecuencia de tres vuelos al día entre semana, dada la demanda hasta que cesó sus actividades en el 2005. Por otro lado, en 1983 la desaparecida Aces realizó durante un tiempo la ruta Bogotá-Sogamoso, en el mismo tipo de aviones Twin Otter-300 traídos desde Canadá.
Hoy en día el aeropuerto esta activo y su principal ruta es al Aeropuerto El Alcaraván que sirve a la ciudad de Yopal, Casanare, operada por Aeromel una aerolínea sogamoseña, esta, también opera a Bucaramanga con una frecuencia diaria.

## Destinos
Actualmente la aerolínea local Servicios Aéreos de Boyacá opera los siguientes destinos como vuelos charter:
- Servicios Aéreos de Boyacá
  - Bogotá / Aeropuerto Internacional El Dorado
  - Bucaramanga / Aeropuerto Internacional Palonegro
  - Medellín / Aeropuerto Internacional José María Cordova
  - Yopal / Aeropuerto El Alcaraván

### Aerolíneas y Destinos que se ha cesado
Destinos Extintas
- ACES Colombia
  - Bogotá / Aeropuerto Internacional El Dorado
- AeroTACA Colombia
  - Yopal / Aeropuerto El Alcaraván
  - Málaga / Aeropuerto Aeropuerto Jerónimo de Aguayo
  - Bucaramanga / Aeropuerto Internacional Palonegro

Destinos Operativas
- Avianca
  - Bogotá / Terminal Puente Aéreo
  - Yopal / Aeropuerto El Alcaraván

- LATAM Colombia
  - Yopal / Aeropuerto El Alcaraván

- Satena
  - Bogotá / Aeropuerto Internacional El Dorado

## Descripción
- Número de Pistas: 1

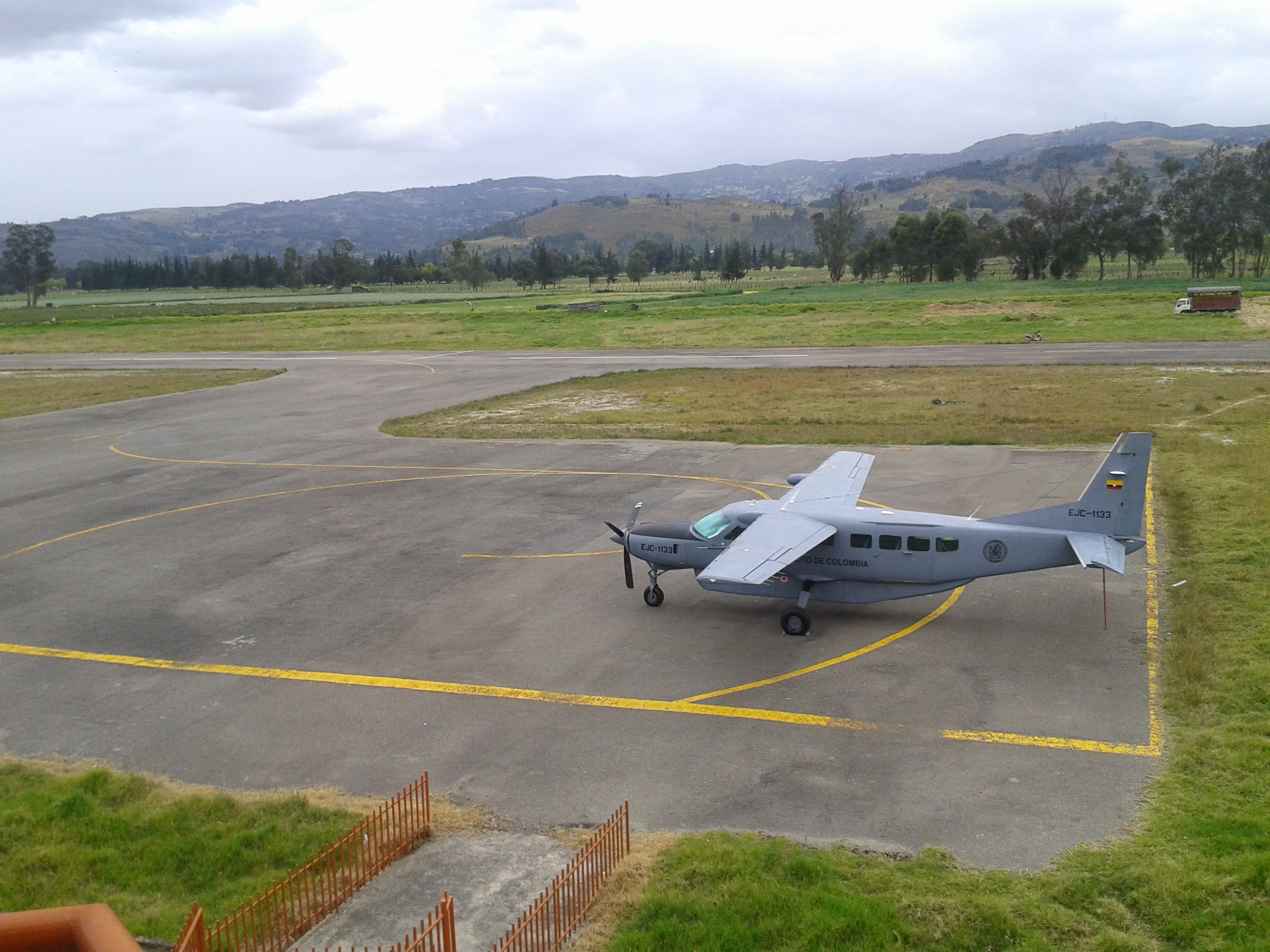
Cessna 208 Gran Caravan en plataforma

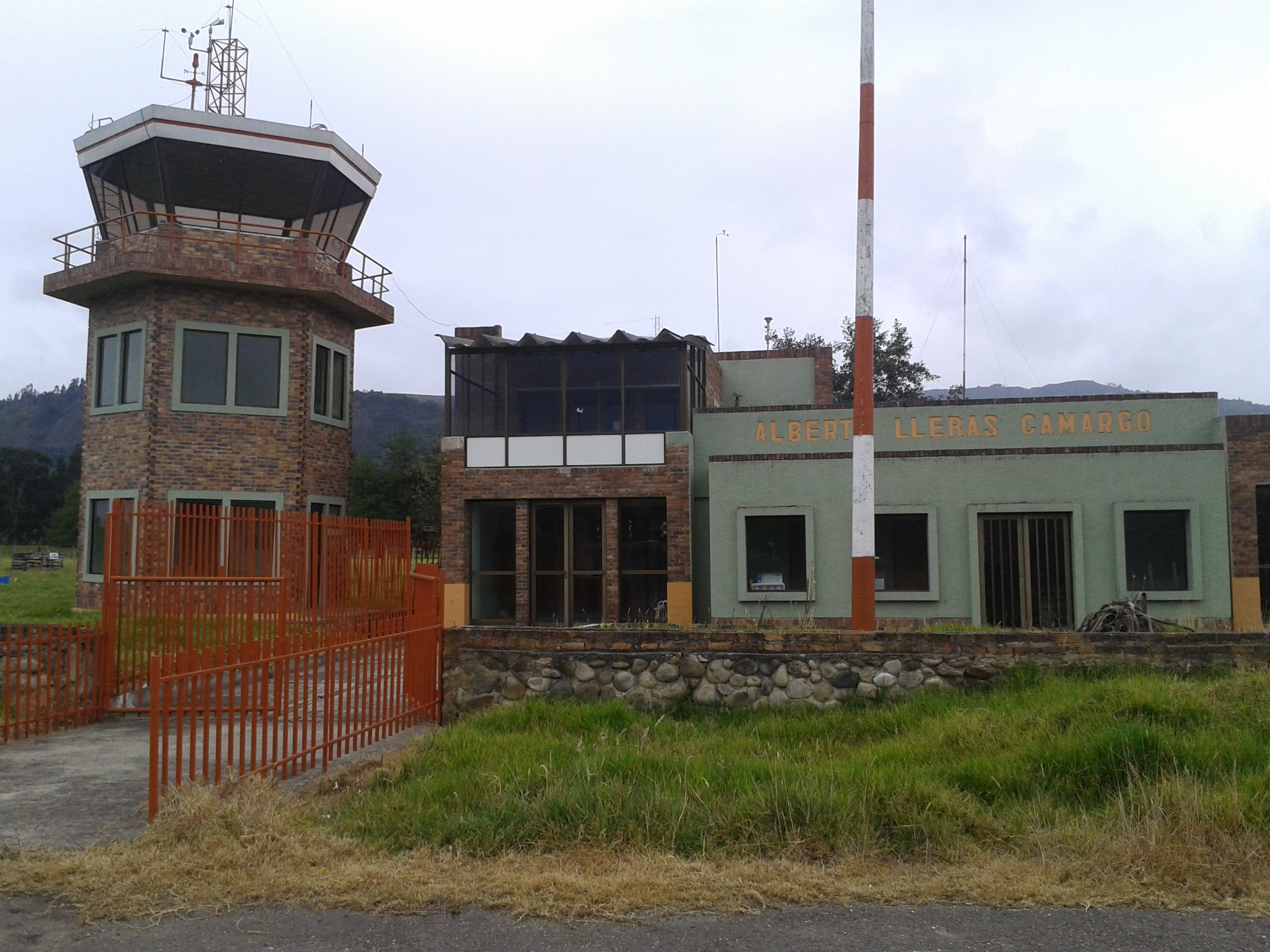
Terminal construido a finales de 1996.

- Longitud entre balizas 1.500 metros.
- Longitud de Pista 1.881 metros.
- Ancho entre balizas 40 metros.
- Ancho de Pista 24 metros.
- Capa de rodadura: carpeta asfáltica.
- La rampa y calle de rodaje pavimentadas en concreto asfáltico, existe un área para helipuerto.
- El terminal principal dispone de sala de espera, cafetería, tres taquillas para aerolíneas y dos bodegas para carga. Posee una Torre de Control construida a finales de 1996 y cuenta con transmisores, receptores, radiofaros, planos y equipos de telecomunicaciones y ayudas en la navegación aérea.

En el segundo trimestre del año 2002, la Aerocivil hizo el montaje del un moderno radiofaro en el Aeropuerto Alberto Lleras Camargo, equipos que fueron importados de los Estados Unidos de América y obligaron a la adquisición de los predios adyacentes a la Torre de Control para efectuar la instalación de los equipos de avanzada tecnología en esta especialidad.
Hasta finales de 2005, operaban en el Aeropuerto aviones para 20 pasajeros con servicio a cinco departamentos colombianos: Boyacá, Casanare, Santander, Norte de Santander, Arauca y Cundinamarca. El área servida comprende un 15% de la superficie del país y produce un volumen importante de productos agrícolas destinados especialmente al consumo interno del país, con una participación en exportaciones.
En septiembre del año 2009 y luego de varios años la Aerocivil levanta la restricción de operación en el aeropuerto, debido a que nuevamente cumplía las normas técnicas para su funcionamiento gracias a la remodelación que se llevó a cabo.
A mediados de 2011 se firman autorizaciones a la aerolínea Aeromel para cubrir a finales del 2011 o inicios de 2012 rutas hacia Bogotá, Cúcuta y Medellín gracias a que la empresa planea comprar aviones de mayor capacidad del frabicante británico British Aerospace.
La Aeronáutica Civil firmó un convenio interadministrativo con la Alcaldía de Sogamoso, para intervenir durante el segundo semestre del año 2015, este Aeropuerto mejorando su pista de aterrizaje, la plataforma principal y el terminal de pasajeros, por una cuantia de 2.860 millones de pesos.